# Shin'ichi Hoshi
 (juillet 2025).
Si vous disposez d'ouvrages ou d'articles de référence ou si vous connaissez des sites web de qualité traitant du thème abordé ici, merci de compléter l'article en donnant les références utiles à sa vérifiabilité et en les liant à la section « Notes et références ».
Shin'ichi Hoshi (星 新一, Hoshi Shin'ichi), né le 6 septembre 1926 à Tokyo et mort le 30 décembre 1997  à Tokyo, est un auteur de science-fiction et nouvelliste japonais. Il est surtout connu pour ses micronouvelles de science-fiction, souvent pas plus longues que trois ou quatre pages, dont il a écrit plus de mille. Il a également écrit des romans policiers et a remporté le prix des auteurs japonais de romans policiers pour Mōsō Ginkō (Delusion Bank) en 1968.
Son ami Osamu Tezuka a utilisé son nom pour un personnage de The Amazing 3 (en), série de dessins animés produite par Tezuka en 1967.
Kimiko Koganei, sa grand-mère du côté maternel, est la sœur de l'écrivain Mori Ōgai et l'anthropologue Koganei Yoshikiyo son grand-père.

## Œuvres
- The Spiteful Planet and Other Stories, Japan Times, 1978
- There Was a Knock, Kodansha, 1984   (ISBN 4-06-186003-8)
- The Capricious Robot, Kodansha International, 1986  (ISBN 4-7700-2212-3)
- The Bag of Surprises, Kodansha International, 1989   (ISBN 4-7700-2229-8)

## Paru en français
- Bokko-Chan, Omaké Books, 2020. Traduit par Florent Gorges et Emmanuel Pettini.  (ISBN 978-2-37989-006-2)